# Polyscias maralia
Polyscias maralia är en araliaväxtart som först beskrevs av Josef August Schultes, och fick sitt nu gällande namn av Georges Bernardi. Polyscias maralia ingår i släktet Polyscias och familjen Araliaceae. Inga underarter finns listade.